# Kriva Reka (Brus)
Kriva Reka (Servisch cyrillisch Крива Река) is een plaats in de Servische gemeente Brus. De plaats telt 519 inwoners (2002).